# Зарічний (Балезінський район)
Зарі́чний (рос. Заречный) — село (колишнє селище) в Балезінському районі Удмуртії, Росія.

## Населення
Населення — 179 осіб (2010; 282 в 2002).
Національний склад станом на 2002 рік:
- удмурти — 68 %
- росіяни — 29 %